# Carl Larsson
Carl Olof Larsson, född 28 maj 1853 i Gamla Stan i Stockholm, död 22 januari 1919 i Falun i Dalarna, var en svensk konstnär. Larsson är en av de mest berömda svenska konstnärerna och kanske den mest folkkäre. Han räknas som en av Sveriges mest betydelsefulla akvarellmålare. Han är känd för sina akvareller av idylliskt familjeliv.
Larsson var make till konstnären Karin Larsson.

## Biografi

### Uppväxt

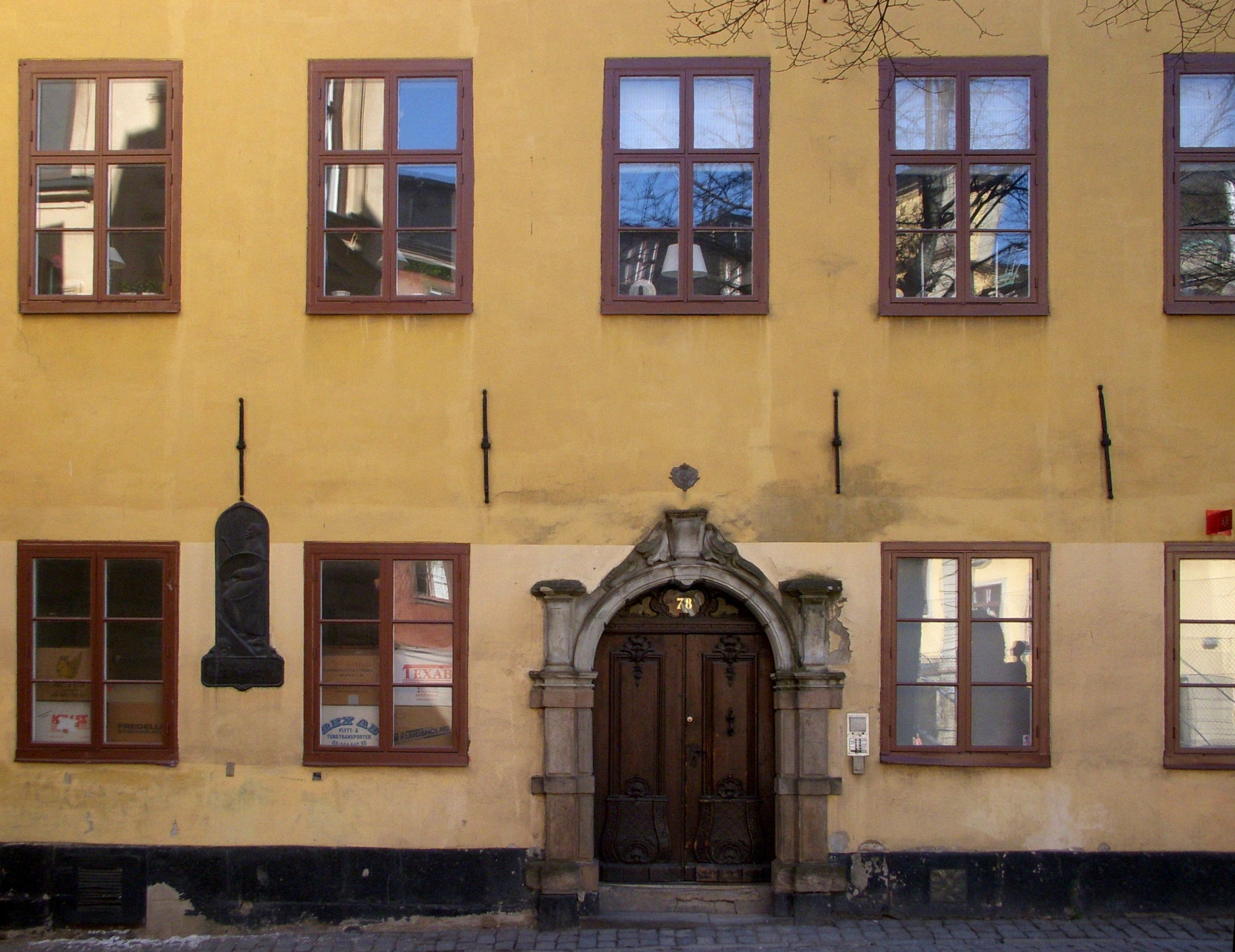
Födelsehuset, Prästgatan 78 i Gamla stan

Carl Larsson kom ur enkla förhållanden och föddes vid Prästgatan 78 i Gamla stan i Stockholm. Under hans uppväxttid bodde föräldrarna på Ladugårdslandet, i början vid Grevgatan och efteråt vid Grev Magnigatan. När han var tretton år anmodade hans lärare honom att söka som elev vid Konstakademien. Carl Larsson studerade vid Konstakademien 1869–1876. För att förtjäna sitt levebröd var han tvungen att samtidigt arbeta för sitt uppehälle. Han försörjde sig som bland annat retuschör hos en fotograf.

### Illustratör

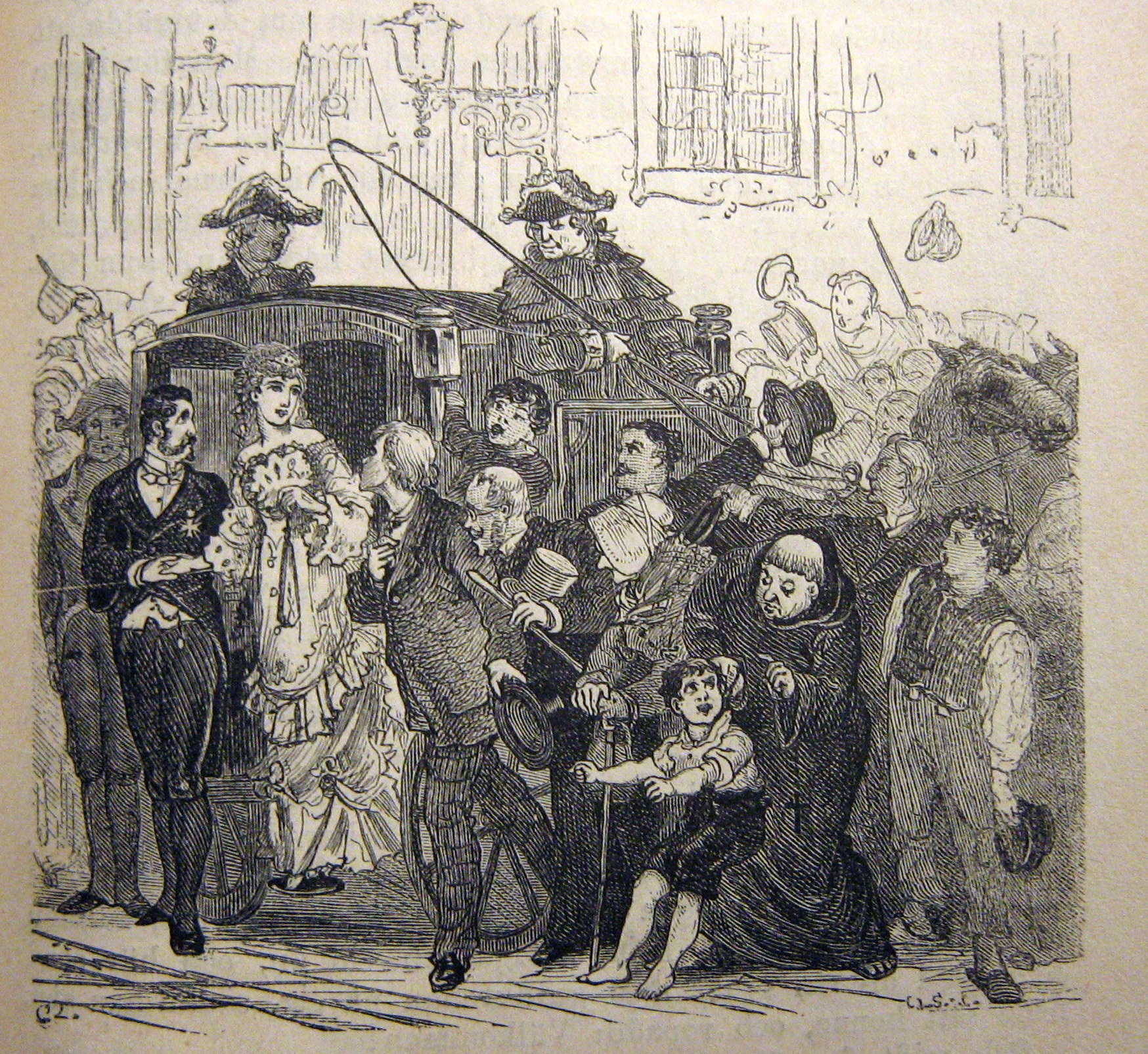
Illustration av Carl Larsson ur Sagor och Berättelser av Hans Christian Andersen, ur sagan Under pilträdet (1875).

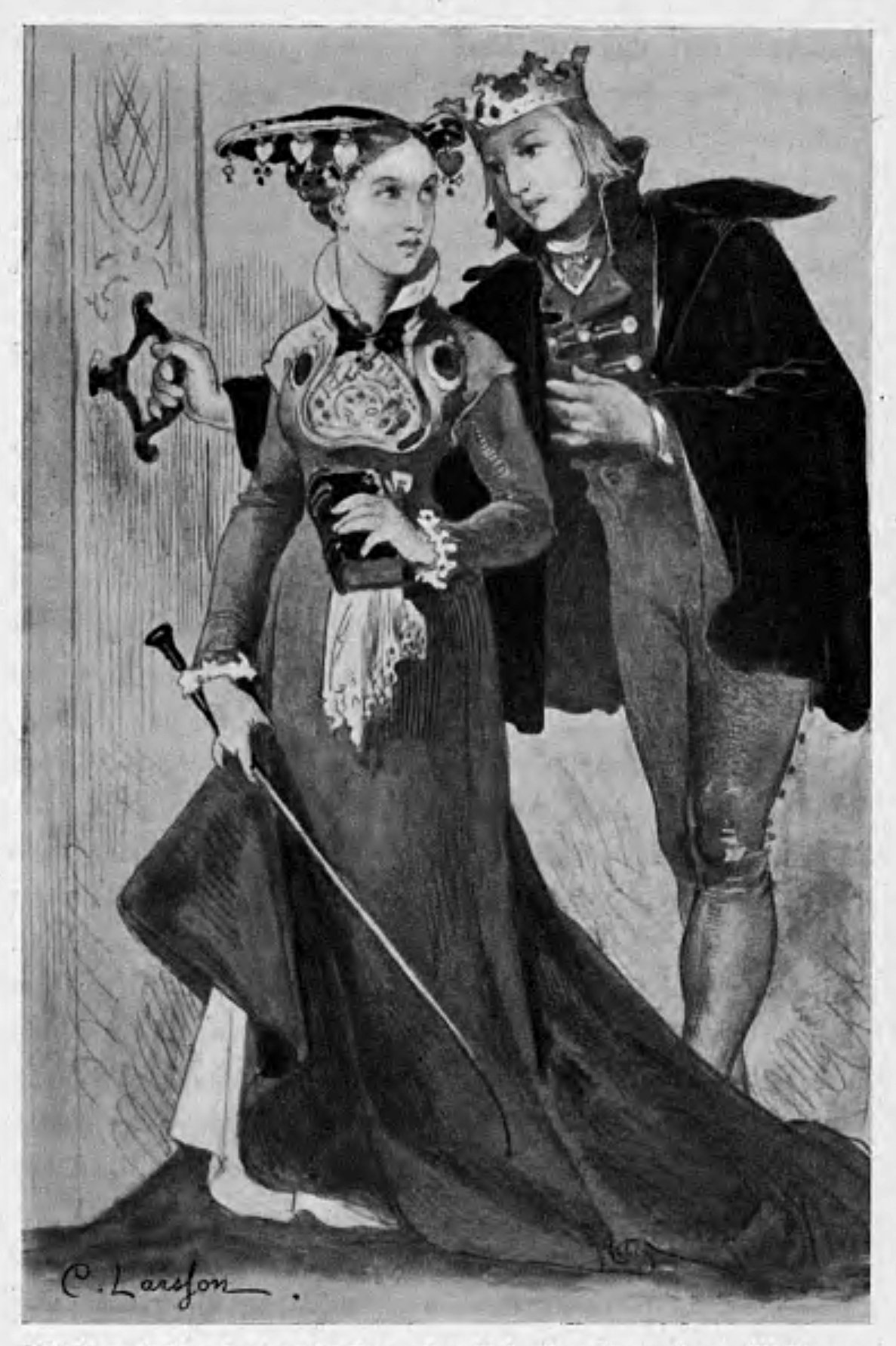
Carl Larssons illustration till "Karin Spjälkjol" ur Folksagor av Peter Christen Asbjørnsen och Jørgen Moe. Bildtexten lyder: "När hon skulle gå ut ur kyrkan, skyndade sig prinsen fram till dörren."

Åren 1872–1876 var han ofta medarbetare som grafiker för skämttidningen Kasper. 1876 tillerkändes Carl Larsson medalj för sin målning Sten Sture d.ä. befriar danska drottningen Kristina ur Vadstena kloster. Han illustrerade bland annat H.C. Andersens sagor (1875–1876), Topelius Fältskärns berättelser (1883–1884), Anna Maria Lenngrens dikter (1884). Även efter sina första framgångar kom han att ibland arbeta som illustratör, bland annat till Elias Sehlstedts dikter (1893) och Viktor Rydbergs Singoalla (1894). "Innan han for till Paris 1877 måste han ha något att leva av och då gjorde han illustrationer till Asbjörnsens och Moes norska folksagor, och han fick ett par tior för varje teckning som blev klar. Beställning hade han fått av förläggaren Hjalmar Linnström, men dennes förlag gick i konkurs, så någon bok blev det inte. På konkursauktionen ropade Albert Bonnier in illustrationerna och så hamnade de i hans förlagsarkiv."
Albert Bonnier ropade in översättning, manuskript och illustrationsstockar på konkursauktionen, och sedan hände ingenting mer. Carl Larsson hade, såsom ovan nämnts, tidigare illustrerat bland annat H.C. Andersens sagor. Asbjörnsens och Moes folksagor passade Carl Larssons fantasi. Larsson lärde känna Asbjörnsen och Moes sagor genom den upplaga som kom på svenska 1868–1875. Men först 1927, flera år efter Larssons död, kom boken "Folksagor" av Asbjörnsen och Moe med illustrationer av Carl Larsson ut. Carl Larsson hade också fått i uppdrag att illustrera fyra samlingar "Sagor", författade av Richard Gustafsson och som gavs ut 1874–1882. Richard Gustafsson hade 1869 grundat skämttidningen Kasper och han var dess redaktör fram till 1910. En av de kända medarbetarna i tidningen Kasper var, som ovan nämnts, Carl Larsson som var en av illustratörerna vid tidningen.       
1873 inledde Carl Larsson ett förhållande med den 13 år äldre Wilhelmina Holmgren, även hon studerande vid Konstakademien. Hon kom att få stor betydelse för hans konstnärliga utveckling och karriär. Deras gemensamma vän, konstkritikern Georg Nordensvan, menade i sin biografi över konstnären att ”hon har skapat honom”. De fick två barn tillsammans som båda dog kort efter födseln. Wilhelmina dog i barnsäng 1877 i samband med förlossningen av det andra barnet.         
Carl Larsson flyttade till Paris 1877. Under sin tid där levde han i fattigdom. Efter att desillusionerad återvänt till Stockholm och i två år ha livnärt sig på illustrationsuppdrag, reste han igen till Paris 1880 och började måla. I ett brev hade konstprofessorn Fredrik Wilhelm Scholander i mars 1881 givit honom rådet att lägga all excentricitet åt sidan och "Måla en studie, helt enfaldig, så att du måste blygas över densammas brist på originalitet, under det du dock tycker att den ser ut som ett stycke verklighet". Detta uppdrag gav Larssons uppehåll i Paris mål och betydelse. Den lilla målarbyn Grez-sur-Loing, i närheten av Fontainebleau söder om Paris, blev hans hemvist under Paristiden. Han utvecklade här sin egen stil, och akvarellen blev hans specialitet.

### Grez-sur-Loing och giftermål

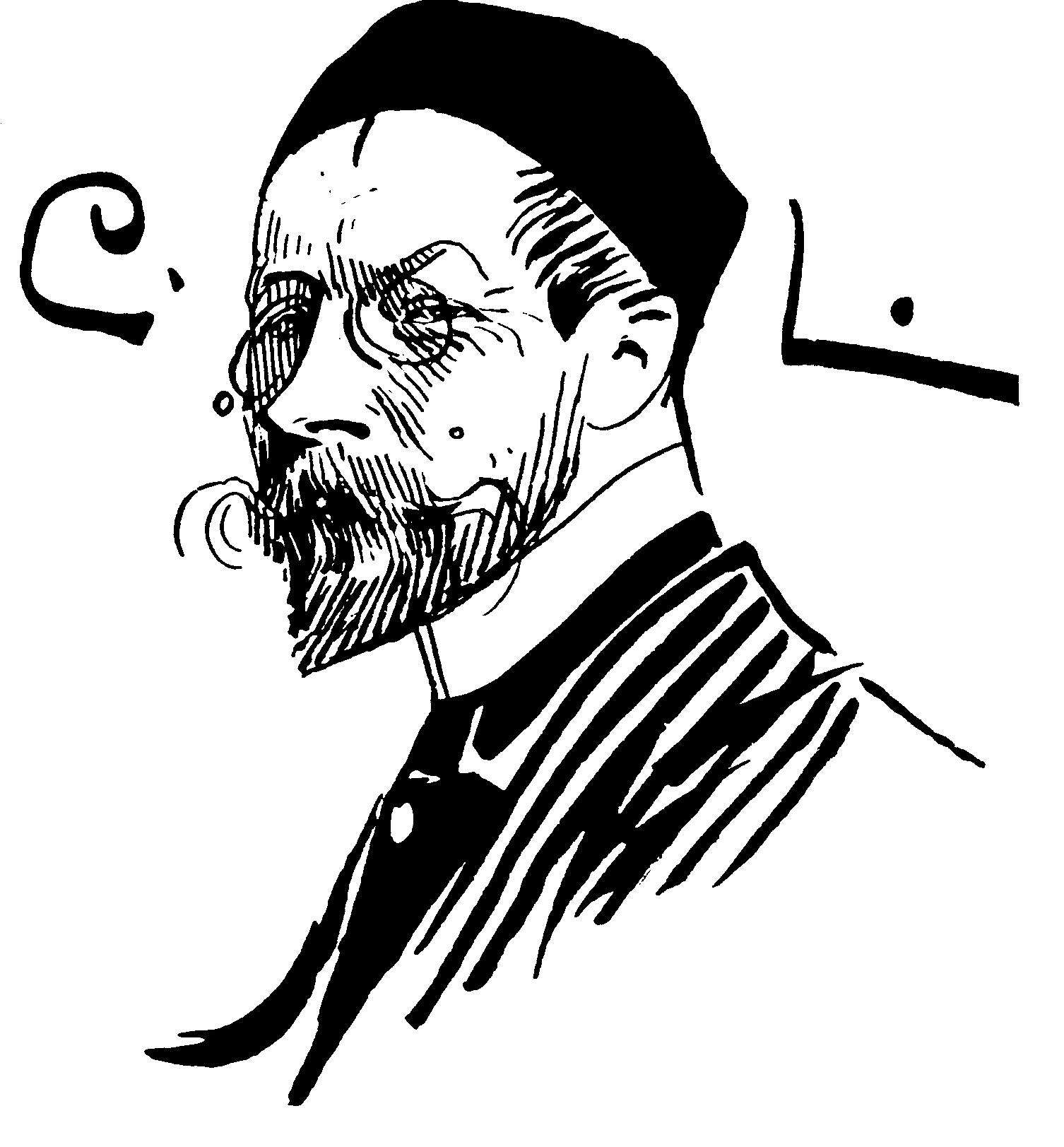
Carl Larsson (Självporträtt, 1891.)

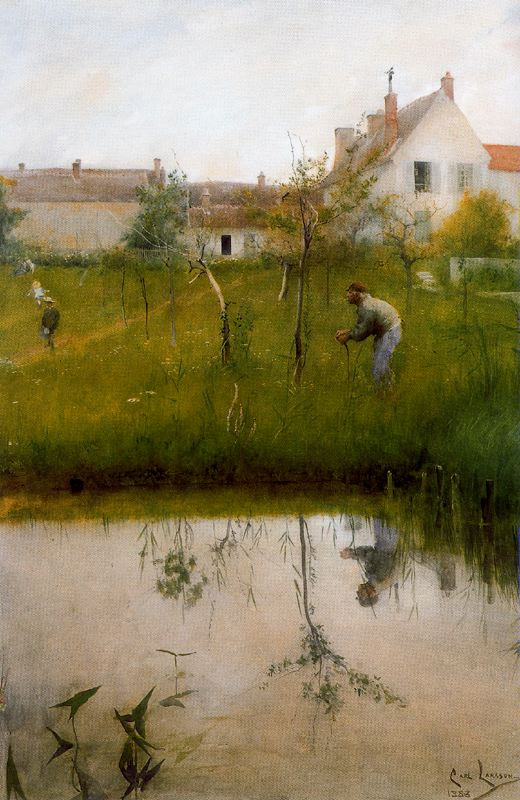
Gubben och nyplanteringen, akvarell av Carl Larsson 1883.

Grez-sur-Loing var en liten idyll där en målare lätt kunde hitta motiv: trädgårdar, unga fruktträd, blomsterprakt och köksväxter, stränder med terrasser och spaljéer, gamla lusthus och bryggor, en flod med små vattenfall, gubbar i träskor och flickor i solsken med mera. Det nordfranska milda ljuset tillägnade sig Larsson lätt, behandlingens elegans och lätthet kom av sig själv och därtill en personlig touch som snart uppmärksammades av franska iakttagare. Larsson gifte sig 1883 med konstnären Karin Bergöö och den växande familjen blev snart ett givet motiv för intima porträtt, däribland "Bruden" (1883), "Ateljéidyll" och "Lilla Suzanne" (1885). De första Grez-akvarellerna, bland annat med akvarellerna "Oktober" och "November" (båda Göteborgs Konstmuseum), som han skickade in till konstsalongen 1883 gav honom tredje pris.

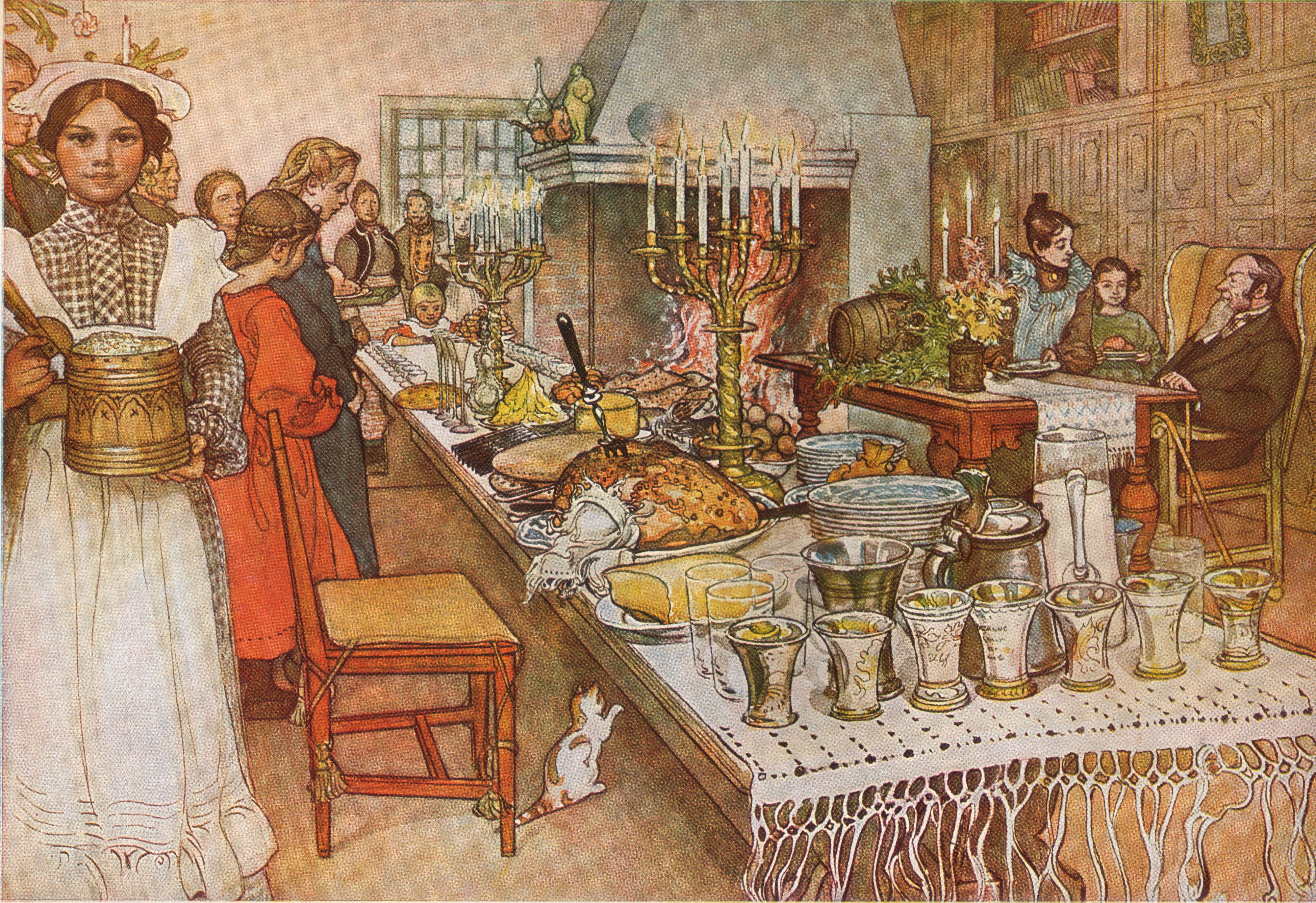
Julaftonen (1904).

I Sverige vistades han 1885–1888 och målade stämningar från södra Stockholm, friluftsstudier, vår i glittrande solsken med blommande fruktträd och unga ljusklädda flickor och vinter med nyfallen snö. 1886 accepterade han uppdraget som chef för Göteborgs museums konstskola, en tjänst han kom att inneha till 1891. Han hade vid den tiden bakom sig en frodig verksamhet som illustratör, akvarellist och målare i olja. Men denna verksamhet var fortfarande splittrad och saknade en fast hållpunkt. Han hade tidigt haft klart för sig att det var monumentalkonsten han ville sträva till. Det är ingen tillfällighet att det konstverk som väckt hans beundran då han var en fattig pojke i Stockholm var Sankt Görans-gruppen i Storkyrkan, den väldiga träskulpturen från medeltiden och att hans älsklingsbok var en mytologi från 1700-talet, fylld med kopparstick, gudar och gudinnor i barockställningar med fladdrande, pompösa draperier. Det pittoreska hade för honom en oemotståndlig dragningskraft.

### Dekorationer

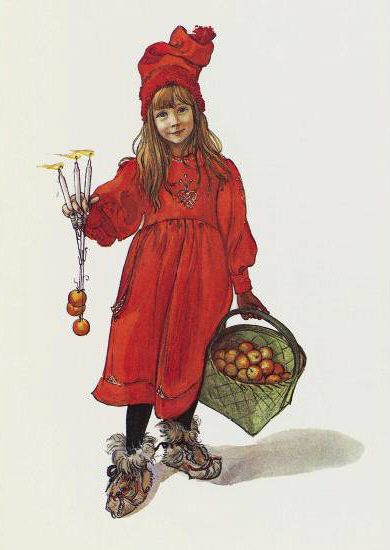
Brita som Idun.

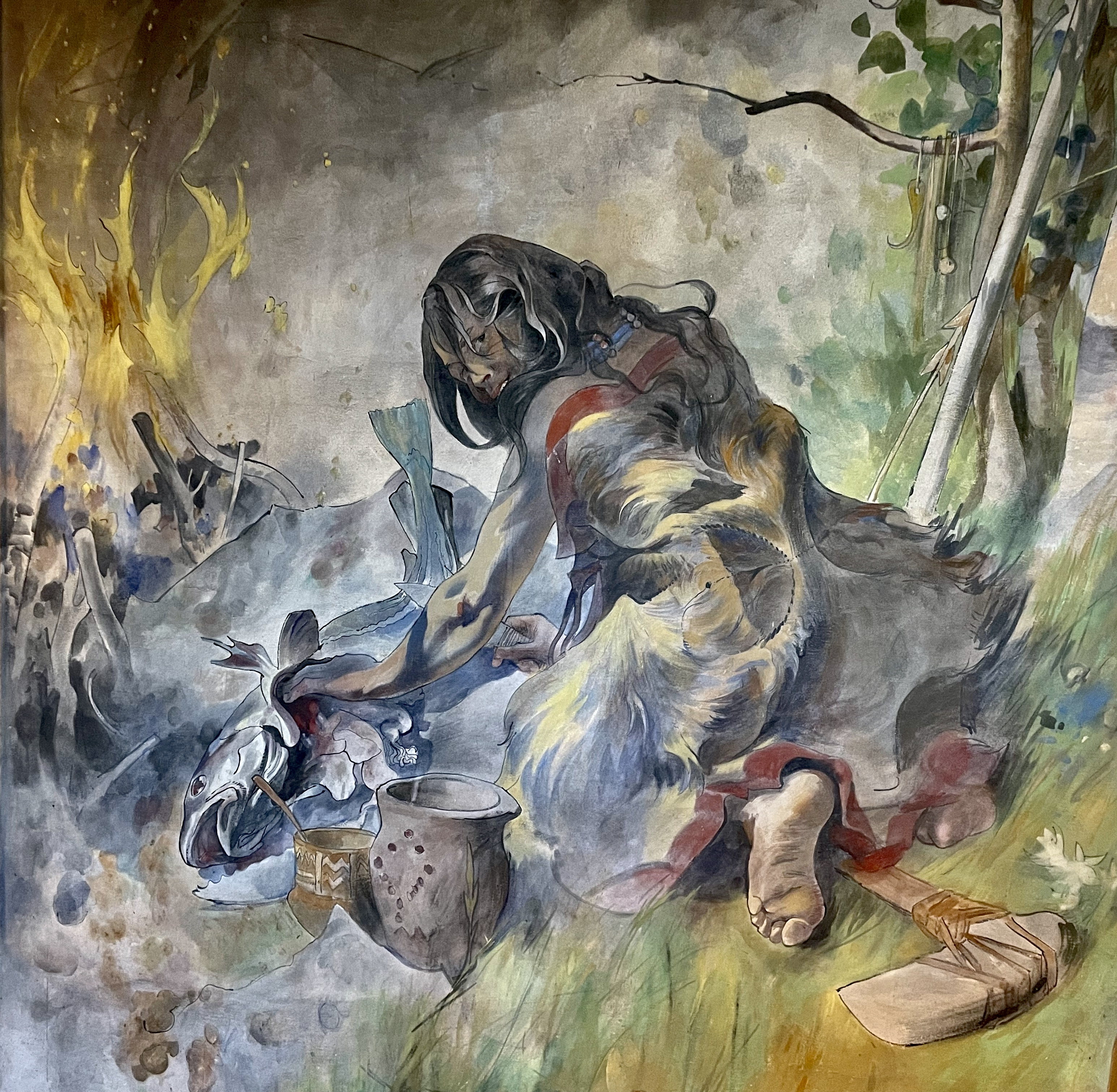
Tjefka, av Carl Larsson är en väggmålning från 1890 utförd i ett trapphus på Nya Elementarläroverket för flickor – nuvarande Victoriaskolan.

Frukost under stora björken (1896).

Följaktligen accepterade han ivrigt erbjudandet att dekorera trappan i Fürstenbergs hem. Som ämnen för tre av rummets väggar föreslog han att behandla tre epoker inom nyare tidens konst: renässans, rokoko och modernism. Denna uppgift kunde endast genomföras i Paris, alltså återvände han dit på våren 1888 och till världsutställningen året därpå var triptyken, Rokoko-Renässans-Nutida konst, så pass fullbordad att den kunde delta i den svenska avdelningen. De tre stora målningarna var infattade i ett originellt vitt ramverk med infällda figurer och blomstermotiv i relief. Mittbilden, Renässansen framställer konstens gudinna som vaknat ur en sekellång sömn och som hyllas där hon sitter på en antik sarkofag. Rokokon personifieras av en herdinna som vilar i en snäcka dragen av en delfin och smeker en kavaljer vars händer bundits med blomsterslingor. Den tredje bilden karaktäriserar den moderna konsten: skulpturkonsten representeras av en kvinnostaty som fattar skulptören om handleden, målarkonsten representeras av Carl Larsson själv som idkar friluftsmålning och arkitekturen av Eiffeltornet. Larsson var dock oerfaren vad gäller dekoration och triptyken blev främst en ansats och kritiken ansåg att ämnena borde ha behandlats på ett värdigare och kärnfullare sätt.
Vid återkomsten till Göteborg fick han som uppgift att dekorera trapphuset i ett läroverk – Nya Elementarläroverket för flickor. Lokalen var modern, ansågs banal och intetsägande, men Larsson livade upp den genom att fylla alla väggar med kompositioner över ämnet Den svenska kvinnan under olika tider. Där återfinns bland annat stenålderskvinnan Tjefka vid den öppna elden för matlagning. Här finns även vikingatidens moder, som står med sina barn framför en runsten. Medeltiden representeras av den heliga Birgitta och stormaktstiden av en adelsfröken, som syr på en blågul fana och samtidigt söker på jordgloben efter det land dit hennes älskade dragit ut i krig. 1800-talet representeras av Fredrika Bremer vid skrivbordet och serien avslutas med en grupp botaniserande skolflickor. Målningarna utfördes direkt på muren och fullbordades på hösten 1890. Larssons sinne för fantasi och känslosamhet fick här fritt utspel.
1891 flyttade Carl Larsson från Göteborg och slog sig åter ned i Stockholm.
Under 1890-talets första år samarbetade Carl Snoilsky och Carl Larsson för att ge ut ett praktverk med ett urval av Elias Sehlstedts Sånger och Visor.

### Uppdrag för Nationalmuseum

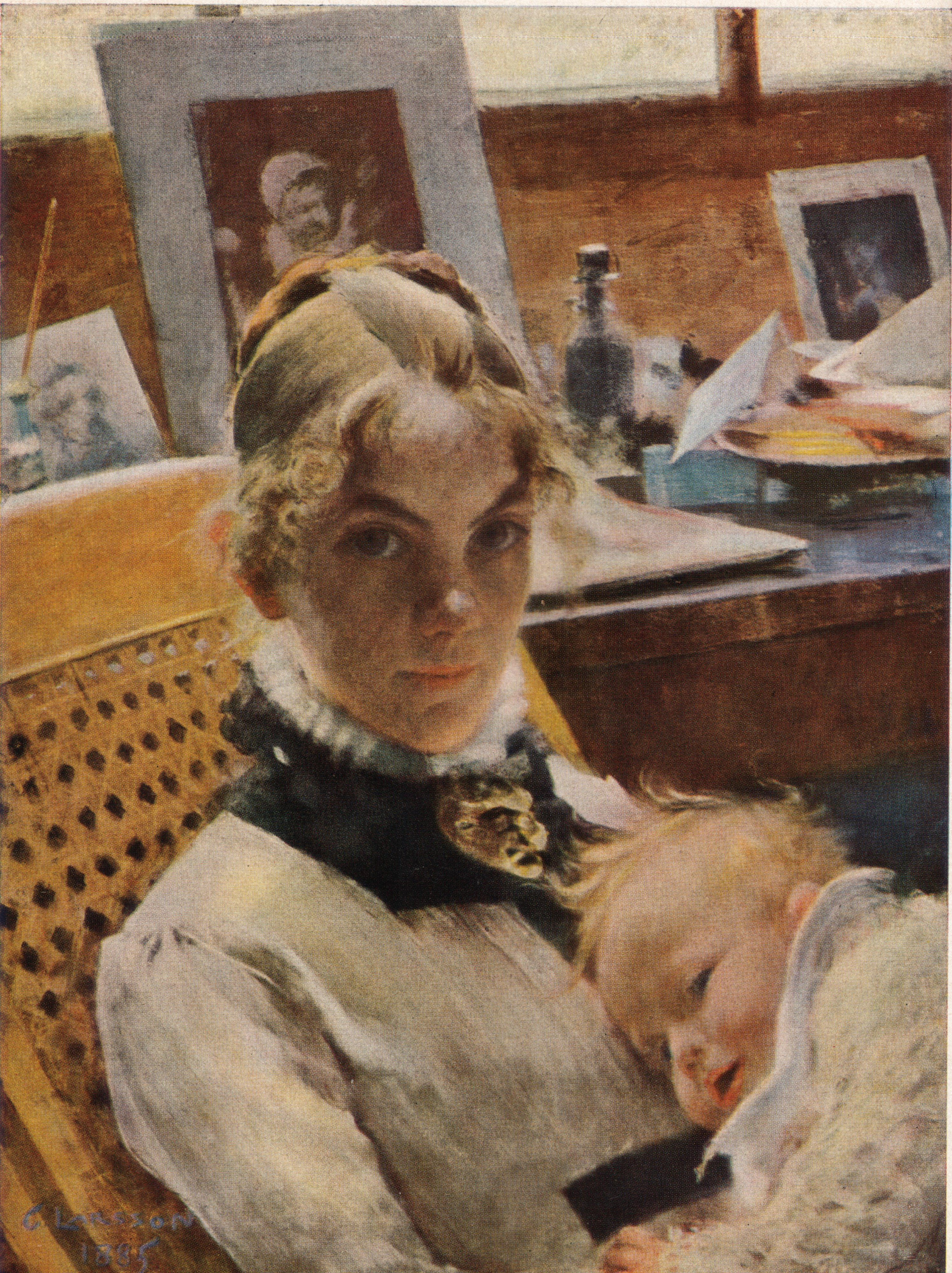
Ateljé-idyll (1885).

En av Carl Larssons kända målningar är Midvinterblot som är hans tolkning av Uppsala tempel (1915).

Frågan om utsmyckningen av det nybyggda Nationalmuseums hall hade diskuterats sedan 1883. Den kommitté som bildats för att besluta i frågan hade tagit tre år på sig för att bestämma vilka motiv som skulle pryda de åtta väggfälten. 1888 utlystes en tävlan där Larsson skickade in tre skisser för den ena sidoväggen på bottenvåningen: Karl XII i Bender tittar på Tessins ritningar till Stockholms slott, Linné inför Lovisa Ulrika i Drottningholms park och Sergel i sin ateljé modellerande Gustav III:s staty. Kommittén antog inget förslag utan utlöste en ny tävling 1891. Även i denna tävling medverkade Larsson och han skickade in förslag på hur alla åtta väggfält skulle se ut. Nedre trapphusets väggar ägnade han åt svensk konst och svenskt konstliv under 1600- och 1700-talen. Han påminde i sina sex motiv om Ehrenstrahl, som han framställer målande ett ryttarporträtt av Karl XI, om bygget av Stockholms slott (Nikodemus Tessin och Hårleman), om upphovet till Konstakademien (Taravals ritskola), om importen till Sverige av fransk rokoko (Carl Gustaf Tessin visar för Lovisa Ulrika sina förvärv i Paris), om antikens pånyttfödelse (Gustav III hälsar de i Rom inköpta konstverken välkomna till Sverige) och om svensk nyklassicism (Sergel arbetande på Psykegruppen). För trapphallens övre våning upptog han Gustav Vasas intåg i Stockholm 1523 och Gustav II Adolf som landstiger i Tyskland. Larsson vann tävlingens första pris. Inom kommittén rådde dock fortfarande delade meningar och hela frågan blev liggande i två år. Först 1894 antogs av Kungl. Maj:t Larssons program, under följande år utförde han utkast på kartonger till sina kompositioner för bottenvåningen och sommaren 1896 utförde han de sex målningarna al fresco.
Hos kommittén var det dock endast tre av de tolv ledamöterna som godkände Larssons målningar och bedömningen bland övriga varierade mellan underkännande och anmärkningar på detaljer som borde göras om. När Larsson hävdade att kommittén redan godkänt hans förslag, blev resultatet att kommittén förklarade sig "antaga" freskerna; ordet "godkänna" ville man undvika. Frågan om utförandet av Gustav Vasas intåg i Stockholm sköts på framtiden.

### Sundborn och familjeliv i måleriet

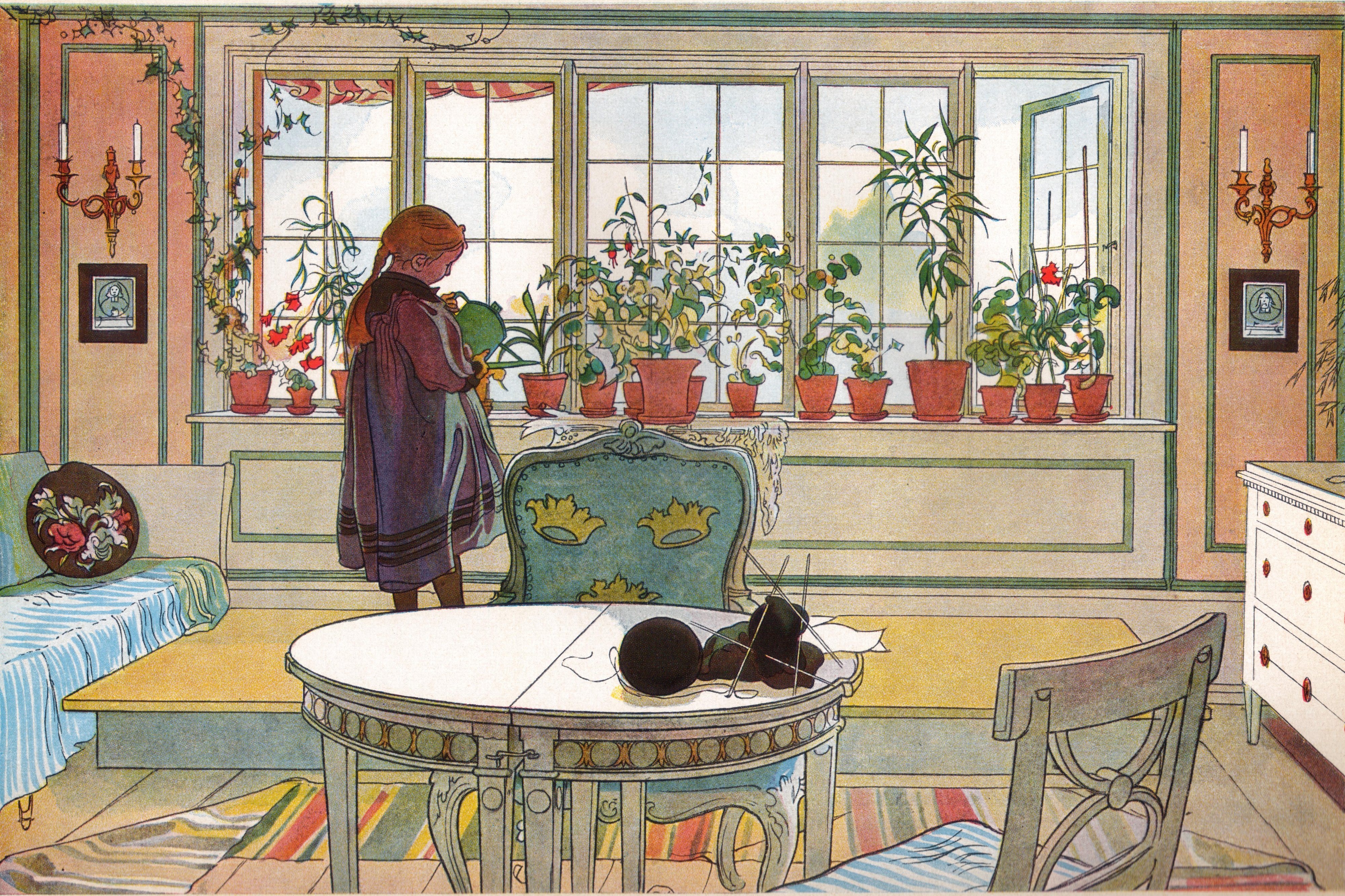
Blomsterfönstret (1894).

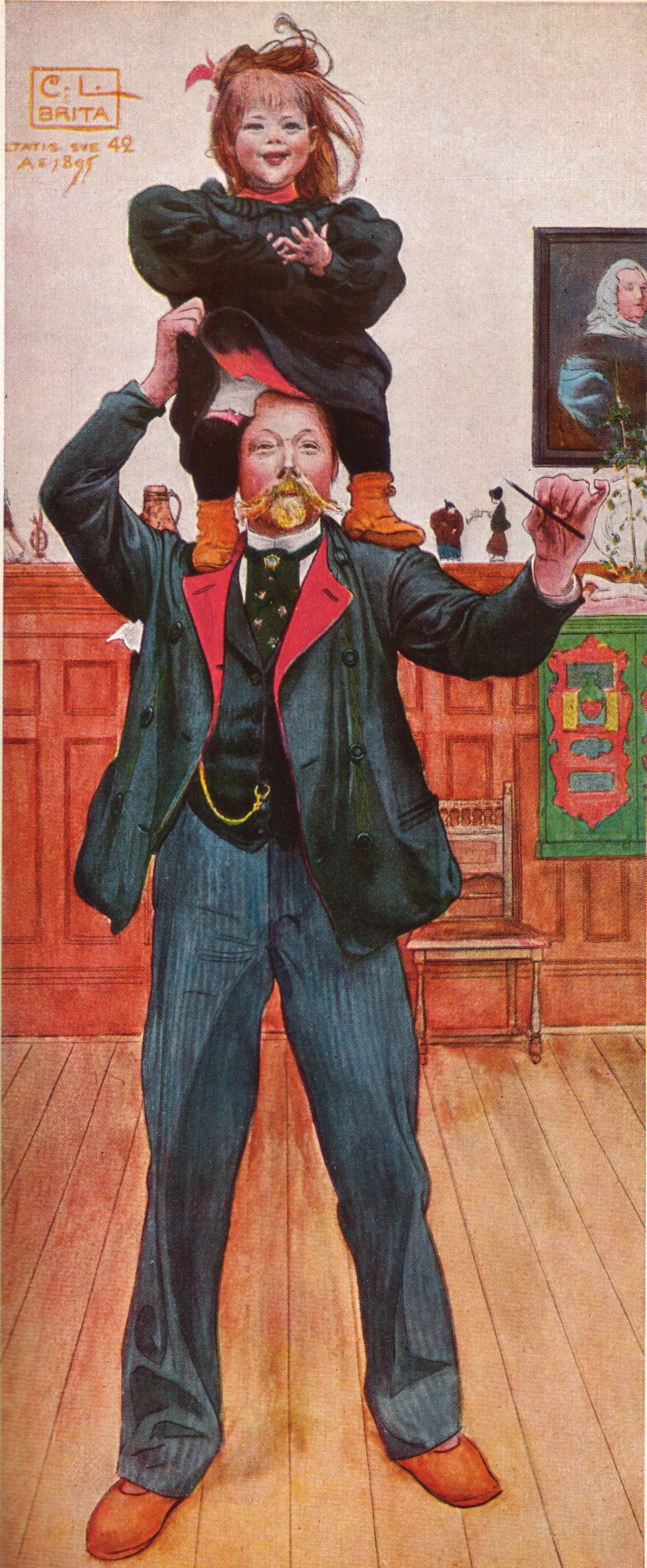
Carl Larssons självporträtt från 1895, med dottern Brita.

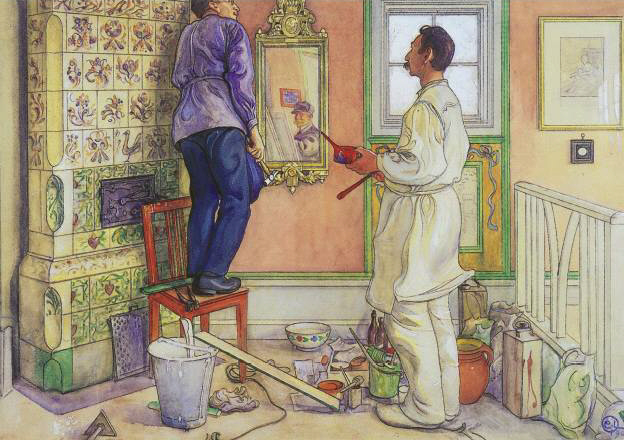
Mina vänner, snickaren och målaren.

Larsson blev populär som familjelivets och hemmets målare. Redan i Grez hade han målat sina närmaste. På Lilla Hyttnäs i Sundborns socken bodde två fastrar till Karin. Då Carl Larsson besökte trakten med sin svärfar hade denne erbjudit honom att få köpa en gård i trakten; Larsson hade avslagit erbjudandet med en formulering om att nog endast en gård som Lilla Hyttnäs skulle passa en konstnär. Sedan den ena systern avlidit och den andra då inte längre ville bo kvar kom familjen Larsson att få gården i present. Under många år fungerade den som sommarbostad medan den grundligt byggdes om. 1901 lämnade familjen Larsson Stockholm för att slå sig ned varaktig på Lilla Hyttnäs. Vintern 1901 hade Carl Larsson utnämnts till riddare av franska Hederslegionen. Med anledning av hans definitiva beslut att lämna Stockholm ”och för framtiden taga sin tillvaro i det idylliska hemmet i Sundborn” hölls måndagen den 18 mars 1901 på Grand Hotell i Stockholm en avskedsfest med närmare två hundra vänner och beundrare som samlats i festvåningen. Matsalens ena långvägg var prydd med festföremålets senaste ”originella sjelfporträtt”.
Gården i Dalarna kom att erbjuda familjen i denna miljö en aldrig sinande motivrikedom. Under arbetet med freskerna hade Larsson utvecklat ett förenklat uttryckssätt, klar linjebyggnad och lätta färger. Detta uttryckssätt är konsekvent genomfört i den serie bilder från Sundborn som han började utföra på lediga stunder 1894; teckningar i tusch med noggrant redogörande för alla detaljer och enkelt kolorerade. Serien "Ett hem i Dalarne, 20 lavyrer med fyra färger" visades på Stockholms-utställningen 1897, utgavs i något utvidgat skick i färgtryck 1899 som Ett hem och förvärvades följande år av Nationalmuseum. Denna bildserie, som senare följdes av tre andra sundbornsalbum, gjorde Larsson känd och omtyckt även långt utom Sveriges gränser.

### Fresker och väggmålningar

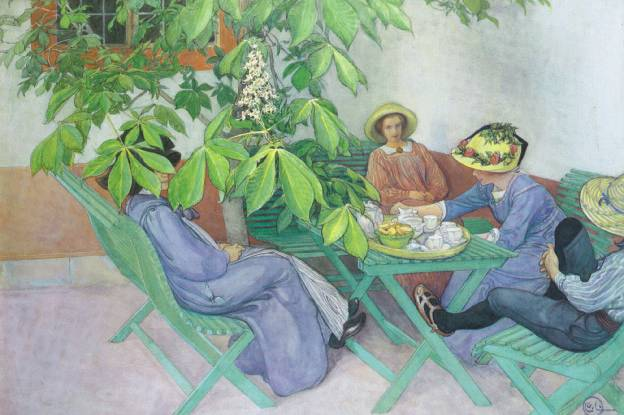
Kafferepet eller Under kastanjen (1912).

Efter de sex freskerna på Nationalmuseum följde hans bidrag till dekorering av det nya operahuset i Stockholm. Han målade i olja en plafond och sex lunettbilder för publikfoajén. Plafonden med allegoriska figurer. Ryktet flygande, putti lekande med en svensk flagga, i lunetterna fantasier över Folkvisan, Kämpasången, Karusellen. Målningarna som gjordes i olja var dock inte beräknade för salens normala belysning och har inte kommit till sin rätta där.

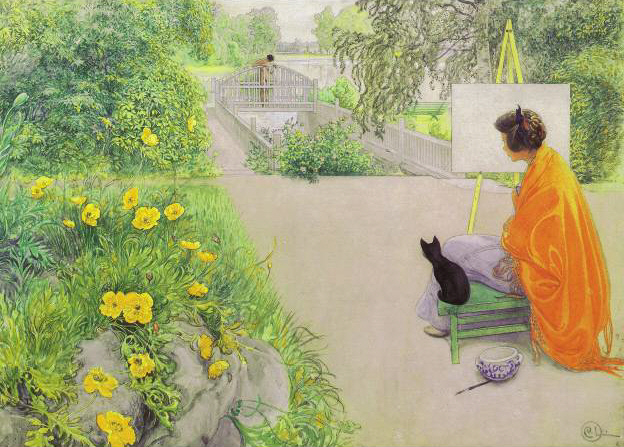
Bron (1912).

Därefter följde en fresk i läroverket Norra Latin där Larsson valde ämnet skolungdomens korum vid en vapenövning. I den realistiska kompositionen lade han in keruber som tumlar runt kring den svenska flaggan och över en i väggytan inskjutande dörr placerade han en vitskrudad ung flicka inom en krans av vårblommor. För latinläroverket i Göteborg målade han "Ute blåser sommarvind" där barn är på väg till skolan för att klä skolsalen med blommor och grönt inför examen.
Nationalmuseums väggmålningskommitté hade lyckats samla sig och bad Larsson att måla Gustav Vasas intåg i Stockholm. Larsson hade nu gjort en ny skiss av samma motiv, med förenklad komposition, antalet figurer minskat och med karaktär av monumentalteckning i brokiga färger. Kommittén hade beställt utförandet i al fresco men Larsson bad att istället få måla motivet i olja och sedan kommittén godkänt detta kunde oljemålningen sättas upp i trapphallen 1907. Vad gäller det återstående väggfältet utförde Larsson 1911 en skiss där han skildrade en konungs offerdöd för sitt folk. Förslaget togs till en början knappast på allvar av väggmålningskommittén och en hetsig strid utbröt, inte främst på grund av motivet utan på grund av Larssons önskan att målningen, Midvinterblot, skulle placeras i trapphuset mittemot Gustaf Vasa-målningen. Till slut blev Larssons förslag refuserat. Men Midvinterblot skulle ändå komma att hamna där Larsson önskade.
Carl Larsson var även verksam som etsare och porträttmålare. Av hans porträtt märks särskilt två porträtt av Oscar Levertin (1906) och ett porträtt av August Strindberg (Nationalmuseum).
Carl Larsson avled år 1919, 65 år gammal.

## Arvet efter Carl Larsson

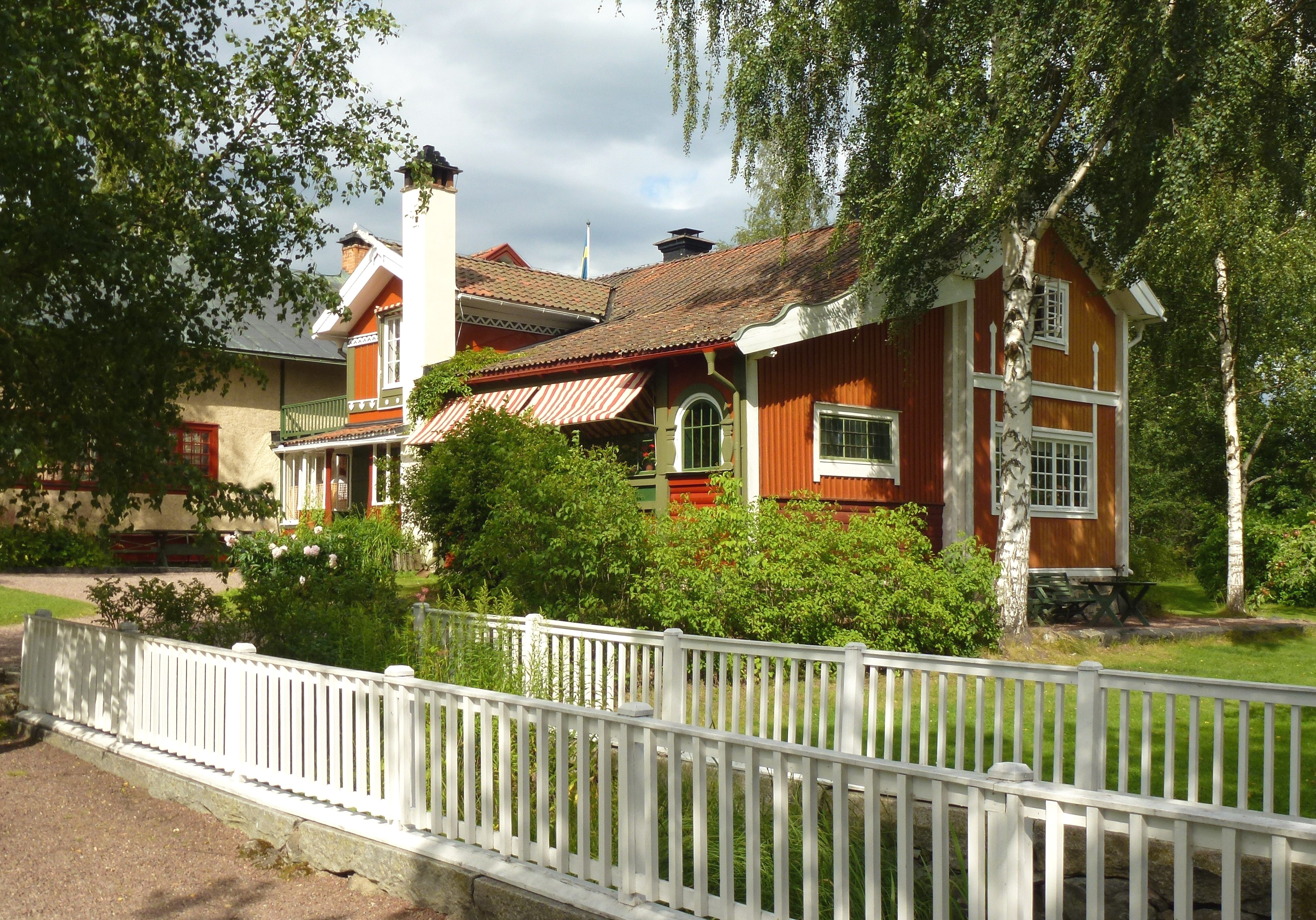
Carl Larsson-gården i Sundborn, där Larssons bodde.

Efter Karins bortgång 1928 bestämde barnen (Suzanne, Pontus, Lisbeth, Brita och Kersti) att bevara hemmet i Sundborn som det sett ut under föräldrarnas livstid. De bildade 1946 en släktförening med syfte att förvalta Carl Larsson-gården i fortsättningen och låta den vara öppen för visningar för allmänheten.
År 1997 placerades slutligen den stora målningen Midvinterblot där Larsson hade tänkt att den skulle hängas. Efter en Larsson-utställning på Nationalmuseum och där 300 000 besökare sett målningen på Larssons utvalda plats, hade allmänna opinionen svängt. Under reparationsarbeten vid Nationalmuseum inledda 2013 togs målningen tillfälligt ned, men den är idag åter på plats.
Carl Larsson är representerad på ett flertal museer, bland annat Uffizierna i Florens, Alte Nationalgalerie i Berlin, Statens Museum for Kunst i Köpenhamn, Musée du Luxembourg i Paris, Göteborgs konstmuseum, Nationalmuseum, Prins Eugens Waldemarsudde, Kalmar konstmuseum, 
Nordiska museet, 
Thielska galleriet, Norrköpings konstmuseum, Bonniers porträttsamling, Metropolitan Museum, Hälsinglands museum och Malmö konstmuseum,. 
Carl Larssons väg i Södra Ängby, Stockholm, är uppkallad efter Carl Larsson.

## Verklista

### Kända målningar
- 1883 - I köksträdgården
- 1883 - Gubben och nyplanteringen
- 1884 - Lilla Suzanne
- 1885 - Interiör från Fürstenbergska galleriet
- 1886 - Friluftsmålaren
- 1888-1889 - Rokoko-Renässans-Nutida konst
- 1890-1891 - Svenska kvinnan genom seklen
- Modellen skriver vykort (1906)1902 - Ute blåser sommarvind
- 1905 - Potatisplockning
- 1907 - Nu är det jul igen
- 1908 - Selma Lagerlöf

Modellen skriver vykort (1906)

- 1891-1908 - Gustaf Wasas intåg i Stockholm Midsommarafton 1523
- 1910-1915 - Midvinterblot

## Vidare läsning

Sjutton år (1902)